# Furfur
| Portal:Ocultism | Portal Ocultism |

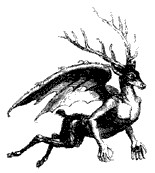
Imagine cu Furfur din lucrarea lui Collin de Plancy- Dictionnaire Infernal.

În demonologie, Furfur (pronunțat uneori și Furtur) este un mare conte al iadului, fiind conducătorul a douăzeci și nouă de legiuni cu demoni. El este un mincinos înnăscut cu excepția cazului în care este obligat să intre într-un triunghi magic, unde oferă răspunsuri adevărate la fiecare întrebare, vorbind cu o voce aspră. Furfur se ocupă cu cauzele dragostei dintre un bărbat și o femeie, creează furtuni, tunete, fulgere și explozii. El mai învață lucrurile secrete și divine. 